# كأس الخليج العربي 6
أقيمت هذه البطولة في دولة الإمارات العربية المتحدة، من تاريخ 19 مارس 1982 إلى 4 أبريل 1982، وقد أقيمت جميع المباريات على استاد مدينة زايد، وقد توج بلقب هذه البطولة منتخب الكويت لكرة القدم الذي اشترك بتشكيلة المنتخب الاحتياطي، وقد شهدت هذه الدورة ثاني حالة انسحاب في تاريخ دورات كأس الخليج، بعد أن انسحب منتخب العراق لكرة القدم في مباراته أمام منتخب الإمارات لكرة القدم، وذلك بعد رسالة من رئيس العراق الأسبق صدام حسين إلى منظمي البطولة يخبرهم فيها بانسحاب المنتخب العراقي (الذي كان حينئذٍ متصدراً بعدد النقاط)، وذكرَ المدرب عمو بابا أن سبب الانسحاب كان لصالح المنتخب الكويتي الذي كان يستعد للمشاركة في بطولة كأس العالم. وقد حاز على لقب هداف البطولة أربعة لاعبين هم : الكويتي يوسف سويد والإماراتي سالم خليفة والسعودي ماجد عبد الله والبحريني إبراهيم زويد، وقد حجبت جائزة أفضل لاعب في البطولة، وحصل على جائزة أفضل حارس مرمى في البطولة الإماراتي سعيد صلبوخ.

## الفرق المشاركة
- الإمارات العربية المتحدة (الدولة المستضيفة)
- العراق (حامل اللقب وانسحب أثناء البطولة)
- البحرين
- عمان
- قطر
- الكويت
- السعودية

## المباريات
| الفريق                   | لعب | فاز | تعادل | خسر | له | عليه  | النقاط |
| ------------------------ | --- | --- | ----- | --- | -- | ----- | ------ |
| الكويت                   | 5   | 4   | 0     | 1   | 8  | 2     | 8      |
| البحرين                  | 5   | 3   | 1     | 1   | 10 | 7     | 7      |
| الإمارات العربية المتحدة | 5   | 3   | 0     | 2   | 7  | 6     | 6      |
| السعودية                 | 5   | 2   | 1     | 2   | 6  | 4     | 5      |
| قطر                      | 5   | 2   | 0     | 3   | 5  | 4     | 4      |
| عمان                     | 5   | 0   | 0     | 5   | 2  | 15    | 0      |
| العراق                   | 5   | 4   | 1     | 0   | 8  | منسحب | 8      |

| الإمارات العربية المتحدة | 0:1 | قطر |
| ------------------------ | --- | --- |
| فهد خميس                 |     |     |

.
| الكويت    | 0:2 | البحرين |
| --------- | --- | ------- |
| يوسف سويد |     |         |

.
| الإمارات العربية المتحدة | 0:1 | السعودية |
| ------------------------ | --- | -------- |
| سالم خليفه               |     |          |

.
| قطر                             | 0:3 | عمان |
| ------------------------------- | --- | ---- |
| بدر بلال محمد عفيفة منصور مفتاح |     |      |

.
| الكويت                       | 0:2 | الإمارات العربية المتحدة |
| ---------------------------- | --- | ------------------------ |
| يوسف سويد عبد العزيز العنبري |     |                          |

.
| البحرين                                            | 1:4 | عمان       |
| -------------------------------------------------- | --- | ---------- |
| يوسف شريده إبراهيم زويد شاكر عبد الجليل فؤاد بوشقر |     | ناصر حمدان |

.
| الكويت      | 0:1 | السعودية |
| ----------- | --- | -------- |
| مؤيد الحداد |     |          |

.
| البحرين                          | 2:3 | الإمارات العربية المتحدة |
| -------------------------------- | --- | ------------------------ |
| خليل شويعر إبراهيم زويد حمد محمد |     | سالم خليفه سالم حديد     |

.
| السعودية      | 0:1 | قطر |
| ------------- | --- | --- |
| ماجد عبد الله |     |     |

.
| السعودية                          | 0:3 | عمان |
| --------------------------------- | --- | ---- |
| عيسى حمدان جمال فرحان عثمان مرزوق |     |      |

.
| البحرين      | 0:1 | قطر |
| ------------ | --- | --- |
| إبراهيم زويد |     |     |

.
| الإمارات العربية المتحدة            | 1:3 | عمان       |
| ----------------------------------- | --- | ---------- |
| محمد سالم حمدون فهد خميس سالم خليفه |     | سالم جمعان |

.
| السعودية      | 2:2 | البحرين             |
| ------------- | --- | ------------------- |
| ماجد عبد الله |     | يوسف شريده حمد محمد |

.
| الكويت      | 2:1 | قطر                   |
| ----------- | --- | --------------------- |
| ناصر الغانم |     | خالد سلمان حسن القاضي |

.

## الهداف
ثلاثة أهداف
- يوسف سويد
- إبراهيم زويد
- سالم خليفه
- ماجد عبد الله

هدفين
- يوسف شريده
- حمد محمد

هدف واحد
- فهد خميس
- بدر بلال
- محمد عفيفة
- منصور مفتاح
- عبد العزيز العنبري
- شاكر عبد الجليل
- فؤاد بوشقر
- ناصر حمدان
- مؤيد الحداد
- خليل شويعر
- سالم حديد
- عيسى حمدان
- جمال فرحان
- عثمان مرزوق
- محمد سالم حمدون
- فهد خميس
- سالم جمعان
- ناصر الغانم
- خالد سلمان
- حسن القاضي

## المصدر
1. ↑  انسحب منتخب العراق من البطولة في المباراة أمام منتخب الإمارات ، فأُلغيت جميع نتائجه.
2. ↑  "عمو بابا: رسالة (رئاسية) حرمت العراق من الفوز بلقب خليجي 1982 - الأخبار". https://akhbaar.org. مؤرشف من الأصل في 2021-02-16. اطلع عليه بتاريخ 2021-02-16. {{استشهاد ويب}}: روابط خارجية في |موقع= (مساعدة)
3. ↑  "شبكة الاعلام في الدانمارك". iraqi.dk. مؤرشف من الأصل في 2020-12-17. اطلع عليه بتاريخ 2021-02-16.

الموقع الرسمي لكأس الخليج  نسخة محفوظة 5 فبراير 2018 على موقع واي باك مشين.